# Distretto di Sarpang
Sarpang è uno dei 20 distretti (dzongkhag) che costituiscono il Bhutan. Il distretto appartiene al dzongdey meridionale.

## Municipalità
Il distretto consta di dodici gewog (raggruppamenti di villaggi):
- gewog di Chhuzagang
- gewog di Chhudzom
- gewog di Dekiling
- gewog di Gakiling
- gewog di Gelephu
- gewog di Jigmechhoeiling
- gewog di Samtenling
- gewog di Senghe
- gewog di Serzhong
- gewog di Shompangkha
- gewog di Tareythang
- gewog di Umling